# Nachal Ora
Nachal Ora (hebrejsky: נחל אורה) je vádí v jižním Izraeli, v pohoří Harej Ejlat.
Začíná v hornaté krajině na pomezí jižních svahů hory Har Ora a skalního pásu Cukej Avrona v nadmořské výšce přes 300 metrů, cca 15 kilometrů severně od města Ejlat a cca 3 kilometry jihozápadně od vesnice Be'er Ora. Vádí pak směřuje k severovýchodu rychle se zahlubujícím skalnatým kaňonem. Na jižním okraji vesnice Be'er Ora vstupuje do širšího údolí, které je již součástí příkopové propadliny vádí al-Araba. Zde se ostře stáčí k jihovýchodu a nejasně vymezeným korytem vede napříč plochým dnem údolí směrem k hranici s Jordánskem. Je to jediné údolí kde žijí divocí koně , natáčel se tam film jménem Ostwind 3 česky Vichr 3